# Mr. Catra - o fiel
|  | Denne artikel er oprettet af botten PalnaBot ud fra en ekstern database. Den kan derfor have sproglige fejl eller mangler. Denne skabelon kan fjernes efter kontrol af indholdet. |

Mr. Catra - the faithful er en film instrueret af Andreas Johnsen.

## Handling
En dokumentarfilm om fænomenet Baile Funk - en bemærkelsesværdig form for musik skabt i Rio de Janeiros shanty towns. Mr Catra er genrens største og mest respekterede stjerne. Med en massiv mur af tung lyd i ryggen synger gangsteren Mr Catra om livet i favelaerne, krigen mod de andre kriminelle bander og politiet, sex og håbet om en bedre fremtid, på et beat af Miami Bass og afro-brasilianske rytmer. Politiet har stemplet Mr Catras tekster som Funk Proibido og nedlagt et lovfæstet forbud mod denne specielle form for Baile Funk. Filmen giver en fantastisk indsigt i en enestående del af Rio de Janeiro som det officielle Brasilien har ekskluderet. Det er brasiliansk gangstarap fra den virkelige verden.